# Venoge
El Venoge és un riu suís del Cantó de Vaud, afluent del Roine i del llac Léman.

## Geografia
La Venoge pren la seva font a La Isle, en el cantó de Vaud, i flueix fins al llac Léman.

## Història
El Venoge s'anomenà Venobia en 814, Venubia en 937, Vinogia al segle xii, Venopia en 1313 i Venogy en 1316. El seu nom és probablement d'origen cèltic.